# Gauliga Sachsen 1936/37
De Gauliga Sachsen 1936/37 was het vierde voetbalkampioenschap van de Gauliga Sachsen. BC Hartha werd kampioen en plaatste zich voor de eindronde om de Duitse landstitel, waar de club in de groepsfase uitgeschakeld werd. 

## Eindstand
| Plaats | Club                 | Wed. | W | G | V | Saldo | Ptn.  |
| ------ | -------------------- | ---- | - | - | - | ----- | ----- |
| 1.     | BC 1913 Hartha       | 18   | 8 | 8 | 2 | 45:23 | 24:12 |
| 2.     | Polizei SV Chemnitz  | 18   | 9 | 3 | 6 | 44:30 | 21:15 |
| 3.     | Planitzer SC         | 18   | 9 | 3 | 6 | 35:32 | 21:15 |
| 4.     | Dresdner SC          | 18   | 8 | 4 | 6 | 31:27 | 20:16 |
| 5.     | VfB Leipzig          | 18   | 8 | 3 | 7 | 42:29 | 19:17 |
| 6.     | TuRa 32 Leipzig      | 18   | 7 | 4 | 7 | 34:34 | 18:18 |
| 7.     | SV Fortuna Leipzig   | 18   | 6 | 4 | 8 | 22:28 | 16:20 |
| 8.     | SV Guts Muts Dresden | 18   | 8 | 6 | 8 | 30:43 | 16:20 |
| 9.     | Riesaer SV 03        | 18   | 6 | 3 | 9 | 32:43 | 15:21 |
| 10.    | SC Wacker Leipzig    | 18   | 1 | 8 | 9 | 27:53 | 10:26 |

|  | Kampioen, geplaatst voor nationale eindronde |
|  | Degradatie naar Bezirksliga                  |

## Promotie-eindronde
| Plaats | Club                        | Wed. | Saldo | Ptn. |
| ------ | --------------------------- | ---- | ----- | ---- |
| 1.     | SV Grüna                    | 6    | 18:19 | 9:3  |
| 2.     | SpVgg 1899 Leipzig-Lindenau | 6    | 27:14 | 7:5  |
| 3.     | Sportfreunde Dresden        | 6    | 10:18 | 5:7  |
| 4.     | Konkordia Plauen            | 6    | 11:15 | 3:9  |

|  | Promotie naar Gauliga Sachsen 1937/38 |